# Federal Financial Institutions Examination Council
Der Federal Financial Institutions Examination Council (FFIEC) ist ein institutionelles Gremium, in dem die fünf Bankenregulatoren der Vereinigten Staaten vertreten sind.

## Geschichte und Hintergrund
Der FFIEC wurde mit Unterzeichnung des Financial Institutions Regulatory and Interest Rate Control Act durch US-Präsident Jimmy Carter am 10. September 1978 formal geschaffen und trat am 10. März 1979 erstmals zusammen. In dem Gremium sind seither die fünf föderalen Einrichtungen zur Überwachung von Banken und Finanzinstitutionen, namentlich das Federal Reserve Board of Governors (FRB), die Federal Deposit Insurance Corporation (FDIC), die National Credit Union Administration (NCUA), das Office of the Comptroller of the Currency (OCC), und das Consumer Financial Protection Bureau (CFPB), als Vollmitglieder vertreten. 2006 wurde das State Liaison Committee (SLC) als stimmberechtigtes Mitglied aufgenommen.
Das Gremium gibt einheitliche Grundsätze, Standards und Berichtsformen für die Prüfung und Überwachung von Banken und Finanzinstitutionen durch die föderalen Überwachungsorgane vor. Dies betrifft verschiedene Aspekte wie bspw. Informationspflichten gegenüber den Kunden, IT-Sicherheit und Geldwäschefragen, insbesondere werden in den letzten Jahren Vorgaben zum Thema Cybersicherheit koordiniert. Zudem werden über das sogenannte Appraisal Subcommittee (ASC) Kontrollaufgaben für die Appraisal Foundation wahrgenommen, die Standards zur Immobilienbewertung festlegt.